# 옥포초등학교 (충북)
옥포초등학교는 대한민국 충청북도 청주시 서원구에 있는 초등학교다.

## 학교 연혁
- 1952. 09. 24 옥포국민학교 설립 인가
- 1953. 04. 15 옥포국민학교 2학급 개교
- 1958. 03. 20 제 1회 졸업식(66명)
- 1984. 03. 12 병설유치원 개원
- 2003. 01. 19 다목적 교실 및 유치원교실 증축
- 2005. 12. 16 학교 도서관 개축
- 2009. 03. 01 충청북도교육청 지정 교원능력개발평가 시범학교
- 2009. 08. 30 교실 및 복도 바닥 교체 공사
- 2009. 11. 30 영어 체험실 개축
- 2010. 03. 01 창의 인성 선도학교 지정
- 2010. 05. 31 돌봄 교실, 보건실 리모델링 개관
- 2017. 03. 01 충청북도교육청 지정 자율과제 연구학교
- 2019. 03. 01 STEAM 선도학교 지정 운영
- 2022. 09. 01 제 32대 윤희수 교장 부임
- 2025. 01. 08 제 68회 졸업식 (졸업생 총수 3,353명)
- 2015. 03. 01 초등학교 5학급, 병설유치원 1학급 편성
- 2025. 03. 01 농산촌 특색학교, 탄소중립 실천학교 선정 운영